# Liga de Campeones de la UEFA 2005-06
La Liga de Campeones de la UEFA 2005-06 fue la 51.ª edición en la historia de la competición. Se disputó entre julio de 2005 y mayo de 2006, con la participación inicial de 74 equipos, representantes de 49 federaciones nacionales diferentes.
Para establecer la composición de la fase final de la competición se disputaron tres rondas previas, que comenzaron el 12 de julio de 2005, de las cuales salieron victoriosos 16 equipos, uniéndose así a los otros 16 clasificados directamente para la fase final.
La fase final de la competición se inició el día 13 de septiembre, con 32 equipos compitiendo por el nuevo trofeo en disputa, pues el Liverpool había conseguido en la campaña anterior ganar el trofeo en propiedad después de su quinta victoria en la competición.
La Final, a partido único, tuvo lugar el 17 de mayo de 2006 en el Stade de France de París, en Francia, en la cual resultó ganador el Barcelona por 2-1 frente al Arsenal logrando su segundo título, 14 años después de su último triunfo.
El conjunto español volvía a acudir a una final de Copa de Europa como claro favorito, pero le costó más de lo esperado alzarse campeón.  El defensor inglés Sol Campbell adelantó al Arsenal en la primera parte, y al Barça le costó acercarse con peligro a la portería rival. Los ingresos en el segundo tiempo de Andrés Iniesta, Henrik Larsson y Juliano Belletti fueron claves para la remontada azulgrana. Iniesta y Larsson realizaron una precisa combinación para asistir a Samuel Eto'o en el gol del empate. Minutos después, el delantero sueco asistió esta vez a Belletti para que marque el tanto del triunfo. El defensa brasileño anotó su único gol oficial con el Barcelona en esta final, quedando visiblemente emocionado. De esta manera el FC Barcelona se coronaba campeón de Europa por segunda vez en su historia con la hazaña de no haber perdido ni un solo partido en todos los que disputó, sumando 9 victorias y 4 empates.
Jens Lehmann, portero del Arsenal entró a la historia por ser el primer expulsado en una final de Liga de Campeones. El guardameta alemán derribó a Eto'o cuando este se encontraba solo frente a la portería. Ludovic Giuly remató el balón suelto al fondo de la meta, sin embargo el colegiado noruego Terje Hauge anuló el tanto.

## Rondas previas de clasificación

### Primera ronda
- Participaron 24 equipos:

- El Liverpool, como invitado de la UEFA, por ser el último campeón y no haber logrado plaza de clasificación en Inglaterra.
- 23 equipos campeones de los campeonatos situados en las últimas 23 plazas del ranking de la UEFA.

- Un sorteo deparó los emparejamientos de los equipos, que se enfrentaron en doble partido. Los ganadores de cada emparejamiento se clasificaron para la segunda ronda. Este se realizó el 24 de junio del 2005 en Nyon.

| Equipo local ida   | Resultado | Equipo visitante ida    | Ida | Vuelta     |
| ------------------ | --------- | ----------------------- | --- | ---------- |
| F91 Dudelange      | 4:1       | HŠK Zrinjski Mostar     | 0:1 | (pró.) 4:0 |
| FK Rabotnički      | 6:1       | Skonto Riga             | 6:0 | 0:1        |
| Haka               | 3:2       | Pyunik                  | 1:0 | 2:2        |
| FC Levadia Tallinn | 1:2       | Dinamo Tbilisi          | 1:0 | 0:2        |
| Glentoran          | 2:6       | Shelbourne              | 1:2 | 1:4        |
| Neftchi Baku       | 4:1       | FH Hafnarfjörður        | 2:0 | 2:1        |
| ND Gorica          | 2:3       | KF Tirana               | 2:0 | 0:3        |
| HB Tórshavn        | 2:8       | FBK Kaunas              | 2:4 | 0:4        |
| Liverpool          | 6:0       | Total Network Solutions | 3:0 | 3:0        |
| Dinamo Minsk       | 1:2       | Anorthosis Famagusta    | 1:1 | 0:1        |
| Kairat Almaty      | 3:4       | Artmedia Bratislava     | 2:0 | 1:4 (pró.) |
| Sliema Wanderers   | 1:6       | Sheriff Tiraspol        | 1:4 | 0:2        |

### Segunda ronda
- Participaron 28 equipos:

- Los 12 equipos ganadores de los partidos de la primera ronda.
- 10 equipos campeones de ligas situadas entre las posiciones 17 y 26 del ranking de la UEFA.
- 6 equipos clasificados en segunda posición en ligas situadas entre los puestos 10 y 15 del ranking de la UEFA.

- Un sorteo deparó los emparejamientos de los equipos, que se enfrentaron en doble partido. Los ganadores de cada emparejamiento se clasificaron para la tercera ronda. Este se realizó el 24 de junio del 2005 en Nyon.

| Equipo local ida     | Resultado | Equipo visitante ida | Ida | Vuelta |
| -------------------- | --------- | -------------------- | --- | ------ |
| F91 Dudelange        | 3:9       | Rapid Viena          | 1:6 | 2:3    |
| FK Rabotnički        | 1:3       | Lokomotiv Moscú      | 1:1 | 0:2    |
| Vålerenga IF         | 5:1       | Haka                 | 1:0 | 4:1    |
| Dinamo Tbilisi       | 1:5       | Brøndby IF           | 0:2 | 1:3    |
| Malmö                | 5:4       | Maccabi Haifa        | 3:2 | 2:2    |
| Dinamo Kiev          | 2:3       | Thun                 | 2:2 | 0:1    |
| Debreceni            | 8:0       | Hajduk Split         | 3:0 | 5:0    |
| Shelbourne           | 1:4       | Steaua Bucarest      | 0:0 | 1:4    |
| Anderlecht           | 5:1       | Neftchi Baku         | 5:0 | 0:1    |
| KF Tirana            | 0:4       | CSKA Sofia           | 0:2 | 0:2    |
| FBK Kaunas           | 1:5       | Liverpool            | 1:3 | 0:2    |
| Anorthosis Famagusta | 3:2       | Trabzonspor          | 3:1 | 0:1    |
| Artmedia Bratislava  | 5:4       | Celtic               | 5:0 | 0:4    |
| Partizan Belgrado    | 2:0       | Sheriff Tiraspol     | 1:0 | 1:0    |

### Tercera ronda
Participaron 32 equipos:
- Los 14 equipos ganadores de los partidos de la segunda ronda.
- 6 equipos campeones de ligas situadas entre las posiciones 11 y 16 del ranking de la UEFA.
- 3 equipos clasificados en segunda posición en ligas situadas entre los puestos 7 y 9 del ranking de la UEFA.
- 6 equipos clasificados en tercera posición en ligas situadas entre los puestos 1 y 6 del ranking de la UEFA.
- 3 equipos clasificados en cuarta posición en ligas situadas entre los puestos 1 y 3 del ranking de la UEFA.

Un sorteo deparó los emparejamientos de los equipos, que se enfrentaron a doble partido. Este se realizó el 29 de julio del 2005 en Nyon. Los ganadores de cada emparejamiento se clasificaron para disputar la primera fase de la Liga de Campeones. Los perdedores, fueron invitados a participar en la primera ronda de la Copa de la UEFA.
| Equipo local ida     | Resultado    | Equipo visitante ida | Ida | Vuelta     |
| -------------------- | ------------ | -------------------- | --- | ---------- |
| Rapid Viena          | 2:1          | Lokomotiv Moscú      | 1:1 | 1:0        |
| Vålerenga IF         | 1:1 (3:4 p.) | Brujas               | 1:0 | 0:1        |
| Brøndby IF           | 3:5          | Ajax Ámsterdam       | 2:2 | 1:3        |
| Malmö                | 0:4          | Thun                 | 0:1 | 0:3        |
| Sporting de Portugal | 3:4          | Udinese              | 1:1 | 2:3        |
| Wisła Cracovia       | 4:5          | Panathinaikos        | 3:1 | 1:4 (pró.) |
| Basel                | 2:4          | Werder Bremen        | 2:1 | 0:3        |
| Everton              | 2:4          | Villarreal           | 1:2 | 1:2        |
| Manchester United    | 6:0          | Debreceni            | 3:0 | 3:0        |
| Steaua Bucarest      | 3:4          | Rosenborg            | 1:1 | 2:3        |
| Anderlecht           | 4:1          | Slavia Praga         | 2:1 | 2:0        |
| Real Betis           | 3:2          | Mónaco               | 1:0 | 2:2        |
| CSKA Sofia           | 2:3          | Liverpool            | 1:3 | 1:0        |
| Anorthosis Famagusta | 1:4          | Rangers              | 1:2 | 0:2        |
| Artmedia Bratislava  | (4:3 p.) 0:0 | Partizán             | 0:0 | 0:0        |
| Shakhtar Donetsk     | 1:3          | Inter de Milán       | 0:2 | 1:1        |

## Fase de grupos
- Participaron un total de 32 equipos:

- Los 16 ganadores de los enfrentamientos de la tercera ronda de la fase previa.
- 10 equipos campeones de ligas situadas entre las posiciones 1 y 10 del ranking de la UEFA.
- 6 equipos clasificados en segunda posición en ligas situadas entre los puestos 1 y 6 del ranking de la UEFA.

- Los 32 equipos fueron encuadrados, por sorteo, en 8 grupos diferentes de cuatro equipos cada uno. Este se realizó el 25 de agosto del 2005 en Monaco. Todos los equipos de cada grupo se enfrentaron entre ellos compitiendo en formato de liguilla, con partidos de ida y vuelta. Cada equipo sumó tres puntos por victoria, uno por empate y ninguno por derrota.
- Las liguillas se disputaron entre el 13 de septiembre y el 7 de diciembre de 2005.
- Los dos primeros clasificados de cada grupo se clasificaron para disputar los octavos de final de la Liga de Campeones. Los terceros clasificados, eliminados de la Liga de Campeones, fueron invitados a participar en la tercera ronda de la Copa de la UEFA.

### Grupo A
| Pos. | Equipo        | Pts. | PJ | G | E | P | GF | GC | Dif. | Clasificación               |
| ---- | ------------- | ---- | -- | - | - | - | -- | -- | ---- | --------------------------- |
| 1    | Juventus      | 15   | 6  | 5 | 0 | 1 | 12 | 5  | +7   | Acceso a octavos de final   |
| 2    | Bayern Múnich | 13   | 6  | 4 | 1 | 1 | 10 | 4  | +6   | Acceso a octavos de final   |
| 3    | Brujas        | 7    | 6  | 2 | 1 | 3 | 6  | 7  | −1   | Acceso a la Copa de la UEFA |
| 4    | Rapid Viena   | 0    | 6  | 0 | 0 | 6 | 3  | 15 | −12  |                             |

 Fuente: [cita requerida]
| Jor. | Fecha            | Estadio            | Local         | Resultado | Visitante     |
| ---- | ---------------- | ------------------ | ------------- | --------- | ------------- |
| 1    | 14 de septiembre | Ernst Happel       | Rapid Viena   | 0:1       | Bayern Múnich |
| 1    | 14 de septiembre | Jan Breydelstadion | Brujas        | 1:2       | Juventus      |
| 2    | 27 de septiembre | Allianz Arena      | Bayern Múnich | 1:0       | Brujas        |
| 2    | 27 de septiembre | Stadio delle Alpi  | Juventus      | 3:0       | Rapid Viena   |
| 3    | 18 de octubre    | Ernst Happel       | Rapid Viena   | 0:1       | Brujas        |
| 3    | 18 de octubre    | Allianz Arena      | Bayern Múnich | 2:1       | Juventus      |
| 4    | 2 de noviembre   | Jan Breydelstadion | Brujas        | 3:2       | Rapid Viena   |
| 4    | 2 de noviembre   | Stadio delle Alpi  | Juventus      | 2:1       | Bayern Múnich |
| 5    | 22 de noviembre  | Allianz Arena      | Bayern Múnich | 4:0       | Rapid Viena   |
| 5    | 22 de noviembre  | Stadio delle Alpi  | Juventus      | 1:0       | Brujas        |
| 6    | 7 de diciembre   | Ernst Happel       | Rapid Viena   | 1:3       | Juventus      |
| 6    | 7 de diciembre   | Jan Breydelstadion | Brujas        | 1:1       | Bayern Múnich |

### Grupo B
| Pos. | Equipo       | Pts. | PJ | G | E | P | GF | GC | Dif. | Clasificación               |
| ---- | ------------ | ---- | -- | - | - | - | -- | -- | ---- | --------------------------- |
| 1    | Arsenal      | 16   | 6  | 5 | 1 | 0 | 10 | 2  | +8   | Acceso a octavos de final   |
| 2    | Ajax         | 11   | 6  | 3 | 2 | 1 | 10 | 6  | +4   | Acceso a octavos de final   |
| 3    | Thun         | 4    | 6  | 1 | 1 | 4 | 4  | 9  | −5   | Acceso a la Copa de la UEFA |
| 4    | Sparta Praga | 2    | 6  | 0 | 2 | 4 | 2  | 9  | −7   |                             |

 Fuente: [cita requerida]
| Jor. | Fecha            | Estadio         | Local          | Resultado | Visitante      |
| ---- | ---------------- | --------------- | -------------- | --------- | -------------- |
| 1    | 14 de septiembre | Toyota Arena    | Sparta Praga   | 1:1       | Ajax Ámsterdam |
| 1    | 14 de septiembre | Highbury        | Arsenal        | 2:1       | Thun           |
| 2    | 27 de septiembre | Ámsterdam ArenA | Ajax Ámsterdam | 1:2       | Arsenal        |
| 2    | 27 de septiembre | Wankdorfstadion | Thun           | 1:0       | Sparta Praga   |
| 3    | 18 de octubre    | Toyota Arena    | Sparta Praga   | 0:2       | Arsenal        |
| 3    | 18 de octubre    | Ámsterdam ArenA | Ajax Ámsterdam | 2:0       | Thun           |
| 4    | 2 de noviembre   | Highbury        | Arsenal        | 3:0       | Sparta Praga   |
| 4    | 2 de noviembre   | Wankdorfstadion | Thun           | 2:4       | Ajax Ámsterdam |
| 5    | 22 de noviembre  | Ámsterdam ArenA | Ajax Ámsterdam | 2:1       | Sparta Praga   |
| 5    | 22 de noviembre  | Wankdorfstadion | Thun           | 0:1       | Arsenal        |
| 6    | 7 de diciembre   | Toyota Arena    | Sparta Praga   | 0:0       | Thun           |
| 6    | 7 de diciembre   | Highbury        | Arsenal        | 0:0       | Ajax Ámsterdam |

### Grupo C
| Pos. | Equipo        | Pts. | PJ | G | E | P | GF | GC | Dif. | Clasificación               |
| ---- | ------------- | ---- | -- | - | - | - | -- | -- | ---- | --------------------------- |
| 1    | Barcelona     | 16   | 6  | 5 | 1 | 0 | 16 | 2  | +14  | Acceso a octavos de final   |
| 2    | Werder Bremen | 7    | 6  | 2 | 1 | 3 | 12 | 12 | 0    | Acceso a octavos de final   |
| 3    | Udinese       | 7    | 6  | 2 | 1 | 3 | 10 | 12 | −2   | Acceso a la Copa de la UEFA |
| 4    | Panathinaikos | 4    | 6  | 1 | 1 | 4 | 4  | 16 | −12  |                             |

 Fuente: [cita requerida]
| Jor. | Fecha            | Estadio            | Local          | Resultado | Visitante      |
| ---- | ---------------- | ------------------ | -------------- | --------- | -------------- |
| 1    | 14 de septiembre | Stadio Friuli      | Udinese        | 3:0       | Panathinaikos  |
| 1    | 14 de septiembre | Weserstadion       | Werder Bremen  | 0:2       | Barcelona      |
| 2    | 27 de septiembre | Olímpico de Atenas | Panathinaikos  | 2:1       | Werder Bremen  |
| 2    | 27 de septiembre | Camp Nou           | Barcelona      | 4:1       | Udinese Calcio |
| 3    | 18 de octubre    | Stadio Friuli      | Udinese Calcio | 1:1       | Werder Bremen  |
| 3    | 18 de octubre    | Olímpico de Atenas | Panathinaikos  | 0:0       | Barcelona      |
| 4    | 2 de noviembre   | Weserstadion       | Werder Bremen  | 4:3       | Udinese        |
| 4    | 2 de noviembre   | Camp Nou           | Barcelona      | 5:0       | Panathinaikos  |
| 5    | 22 de noviembre  | Olímpico de Atenas | Panathinaikos  | 1:2       | Udinese        |
| 5    | 22 de noviembre  | Camp Nou           | Barcelona      | 3:1       | Werder Bremen  |
| 6    | 7 de diciembre   | Stadio Friuli      | Udinese        | 0:2       | Barcelona      |
| 6    | 7 de diciembre   | Weserstadion       | Werder Bremen  | 5:1       | Panathinaikos  |

### Grupo D
| Pos. | Equipo            | Pts. | PJ | G | E | P | GF | GC | Dif. | Clasificación               |
| ---- | ----------------- | ---- | -- | - | - | - | -- | -- | ---- | --------------------------- |
| 1    | Villarreal        | 10   | 6  | 2 | 4 | 0 | 3  | 1  | +2   | Acceso a octavos de final   |
| 2    | Benfica           | 8    | 6  | 2 | 2 | 2 | 5  | 5  | 0    | Acceso a octavos de final   |
| 3    | Lille             | 6    | 6  | 1 | 3 | 2 | 1  | 2  | −1   | Acceso a la Copa de la UEFA |
| 4    | Manchester United | 6    | 6  | 1 | 3 | 2 | 3  | 4  | −1   |                             |

 Fuente: [cita requerida]
| Jor. | Fecha            | Estadio         | Local             | Resultado | Visitante         |
| ---- | ---------------- | --------------- | ----------------- | --------- | ----------------- |
| 1    | 14 de septiembre | El Madrigal     | Villarreal        | 0:0       | Manchester United |
| 1    | 14 de septiembre | Estádio da Luz  | Benfica           | 1:0       | Lille             |
| 2    | 27 de septiembre | Old Trafford    | Manchester United | 2:1       | Benfica           |
| 2    | 27 de septiembre | Stade de France | Lille             | 0:0       | Villarreal        |
| 3    | 18 de octubre    | El Madrigal     | Villarreal        | 1:1       | Benfica           |
| 3    | 18 de octubre    | Old Trafford    | Manchester United | 0:0       | Lille             |
| 4    | 2 de noviembre   | Estádio da Luz  | Benfica           | 0:1       | Villarreal        |
| 4    | 2 de noviembre   | Stade de France | Lille             | 1:0       | Manchester United |
| 5    | 22 de noviembre  | Old Trafford    | Manchester United | 0:0       | Villarreal        |
| 5    | 22 de noviembre  | Stade de France | Lille             | 0:0       | Benfica           |
| 6    | 7 de diciembre   | El Madrigal     | Villarreal        | 1:0       | Lille             |
| 6    | 7 de diciembre   | Estádio da Luz  | Benfica           | 2:1       | Manchester United |

### Grupo E
| Pos. | Equipo        | Pts. | PJ | G | E | P | GF | GC | Dif. | Clasificación               |
| ---- | ------------- | ---- | -- | - | - | - | -- | -- | ---- | --------------------------- |
| 1    | Milan         | 11   | 6  | 3 | 2 | 1 | 12 | 6  | +6   | Acceso a octavos de final   |
| 2    | PSV Eindhoven | 10   | 6  | 3 | 1 | 2 | 4  | 6  | −2   | Acceso a octavos de final   |
| 3    | Schalke 04    | 8    | 6  | 2 | 2 | 2 | 12 | 9  | +3   | Acceso a la Copa de la UEFA |
| 4    | Fenerbahçe    | 4    | 6  | 1 | 1 | 4 | 7  | 14 | −7   |                             |

 Fuente: [cita requerida]
| Jor. | Fecha            | Estadio         | Local         | Resultado | Visitante     |
| ---- | ---------------- | --------------- | ------------- | --------- | ------------- |
| 1    | 13 de septiembre | Giuseppe Meazza | Milan         | 3:1       | Fenerbahçe    |
| 1    | 13 de septiembre | Philips Stadion | PSV Eindhoven | 1:0       | Schalke 04    |
| 2    | 28 de septiembre | Şükrü Saracoğlu | Fenerbahçe    | 3:0       | PSV Eindhoven |
| 2    | 28 de septiembre | Veltins-Arena   | Schalke 04    | 2:2       | Milan         |
| 3    | 19 de octubre    | Giuseppe Meazza | Milan         | 0:0       | PSV Eindhoven |
| 3    | 19 de octubre    | Şükrü Saracoğlu | Fenerbahçe    | 3:3       | Schalke 04    |
| 4    | 1 de noviembre   | Philips Stadion | PSV Eindhoven | 1:0       | Milan         |
| 4    | 1 de noviembre   | Veltins-Arena   | Schalke 04    | 2:0       | Fenerbahçe    |
| 5    | 23 de noviembre  | Şükrü Saracoğlu | Fenerbahçe    | 0:4       | Milan         |
| 5    | 23 de noviembre  | Veltins-Arena   | Schalke 04    | 3:0       | PSV Eindhoven |
| 6    | 6 de diciembre   | Giuseppe Meazza | Milan         | 3:2       | Schalke 04    |
| 6    | 6 de diciembre   | Philips Stadion | PSV Eindhoven | 2:0       | Fenerbahçe    |

### Grupo F
| Pos. | Equipo            | Pts. | PJ | G | E | P | GF | GC | Dif. | Clasificación               |
| ---- | ----------------- | ---- | -- | - | - | - | -- | -- | ---- | --------------------------- |
| 1    | Olympique de Lyon | 16   | 6  | 5 | 1 | 0 | 13 | 4  | +9   | Acceso a octavos de final   |
| 2    | Real Madrid       | 10   | 6  | 3 | 1 | 2 | 10 | 8  | +2   | Acceso a octavos de final   |
| 3    | Rosenborg         | 4    | 6  | 1 | 1 | 4 | 6  | 11 | −5   | Acceso a la Copa de la UEFA |
| 4    | Olympiacos        | 4    | 6  | 1 | 1 | 4 | 7  | 13 | −6   |                             |

 Fuente: [cita requerida]
| Jor. | Fecha            | Estadio              | Local             | Resultado | Visitante         |
| ---- | ---------------- | -------------------- | ----------------- | --------- | ----------------- |
| 1    | 13 de septiembre | Stade Gerland        | Olympique de Lyon | 3:0       | Real Madrid       |
| 1    | 13 de septiembre | Georgios Karaiskakis | Olympiacos        | 1:3       | Rosenborg         |
| 2    | 28 de septiembre | Santiago Bernabéu    | Real Madrid       | 2:1       | Olympiacos        |
| 2    | 28 de septiembre | Lerkendal            | Rosenborg         | 0:1       | Olympique de Lyon |
| 3    | 19 de octubre    | Stade Gerland        | Olympique de Lyon | 2:1       | Olympiacos        |
| 3    | 19 de octubre    | Santiago Bernabéu    | Real Madrid       | 4:1       | Rosenborg         |
| 4    | 1 de noviembre   | Georgios Karaiskakis | Olympiacos        | 1:4       | Olympique de Lyon |
| 4    | 1 de noviembre   | Lerkendal            | Rosenborg         | 0:2       | Real Madrid       |
| 5    | 23 de noviembre  | Santiago Bernabéu    | Real Madrid       | 1:1       | Olympique de Lyon |
| 5    | 23 de noviembre  | Lerkendal            | Rosenborg         | 1:1       | Olympiacos        |
| 6    | 6 de diciembre   | Stade Gerland        | Olympique de Lyon | 2:1       | Rosenborg         |
| 6    | 6 de diciembre   | Georgios Karaiskakis | Olympiacos        | 2:1       | Real Madrid       |

### Grupo G
| Pos. | Equipo     | Pts. | PJ | G | E | P | GF | GC | Dif. | Clasificación               |
| ---- | ---------- | ---- | -- | - | - | - | -- | -- | ---- | --------------------------- |
| 1    | Liverpool  | 12   | 6  | 3 | 3 | 0 | 6  | 1  | +5   | Acceso a octavos de final   |
| 2    | Chelsea    | 11   | 6  | 3 | 2 | 1 | 7  | 1  | +6   | Acceso a octavos de final   |
| 3    | Real Betis | 7    | 6  | 2 | 1 | 3 | 3  | 7  | −4   | Acceso a la Copa de la UEFA |
| 4    | Anderlecht | 3    | 6  | 1 | 0 | 5 | 1  | 8  | −7   |                             |

 Fuente: [cita requerida]
| Jor. | Fecha            | Estadio               | Local      | Resultado | Visitante  |
| ---- | ---------------- | --------------------- | ---------- | --------- | ---------- |
| 1    | 13 de septiembre | Stamford Bridge       | Chelsea    | 1:0       | Anderlecht |
| 1    | 13 de septiembre | Manuel Ruiz de Lopera | Real Betis | 1:2       | Liverpool  |
| 2    | 28 de septiembre | Constant Vanden Stock | Anderlecht | 0:1       | Real Betis |
| 2    | 28 de septiembre | Anfield Road          | Liverpool  | 0:0       | Chelsea    |
| 3    | 19 de octubre    | Stamford Bridge       | Chelsea    | 4:0       | Real Betis |
| 3    | 19 de octubre    | Constant Vanden Stock | Anderlecht | 0:1       | Liverpool  |
| 4    | 1 de noviembre   | Manuel Ruiz de Lopera | Real Betis | 1:0       | Chelsea    |
| 4    | 1 de noviembre   | Anfield Road          | Liverpool  | 3:0       | Anderlecht |
| 5    | 23 de noviembre  | Constant Vanden Stock | Anderlecht | 0:2       | Chelsea    |
| 5    | 23 de noviembre  | Anfield Road          | Liverpool  | 0:0       | Real Betis |
| 6    | 6 de diciembre   | Stamford Bridge       | Chelsea    | 0:0       | Liverpool  |
| 6    | 6 de diciembre   | Manuel Ruiz de Lopera | Real Betis | 0:1       | Anderlecht |

### Grupo H
| Pos. | Equipo              | Pts. | PJ | G | E | P | GF | GC | Dif. | Clasificación               |
| ---- | ------------------- | ---- | -- | - | - | - | -- | -- | ---- | --------------------------- |
| 1    | Inter de Milán      | 13   | 6  | 4 | 1 | 1 | 9  | 4  | +5   | Acceso a octavos de final   |
| 2    | Rangers             | 7    | 6  | 1 | 4 | 1 | 7  | 7  | 0    | Acceso a octavos de final   |
| 3    | Artmedia Bratislava | 6    | 6  | 1 | 3 | 2 | 5  | 9  | −4   | Acceso a la Copa de la UEFA |
| 4    | Porto               | 5    | 6  | 1 | 2 | 3 | 8  | 9  | −1   |                             |

 Fuente: [cita requerida]
| Jor. | Fecha            | Estadio           | Local               | Resultado | Visitante           |
| ---- | ---------------- | ----------------- | ------------------- | --------- | ------------------- |
| 1    | 13 de septiembre | Ibrox Stadium     | Rangers             | 3:2       | Porto               |
| 1    | 13 de septiembre | Tehelné Pole      | Artmedia Bratislava | 0:1       | Inter de Milán      |
| 2    | 28 de septiembre | Estádio do Dragão | Porto               | 2:3       | Artmedia Bratislava |
| 2    | 28 de septiembre | Giuseppe Meazza   | Inter de Milán      | 1:0       | Rangers             |
| 3    | 19 de octubre    | Ibrox Stadium     | Rangers             | 0:0       | Artmedia Bratislava |
| 3    | 19 de octubre    | Estádio do Dragão | Porto               | 2:0       | Inter de Milán      |
| 4    | 1 de noviembre   | Tehelné Pole      | Artmedia Bratislava | 2:2       | Rangers             |
| 4    | 1 de noviembre   | Giuseppe Meazza   | Inter de Milán      | 2:1       | Porto               |
| 5    | 23 de noviembre  | Estádio do Dragão | Porto               | 1:1       | Rangers             |
| 5    | 23 de noviembre  | Giuseppe Meazza   | Inter de Milán      | 4:0       | Artmedia Bratislava |
| 6    | 6 de diciembre   | Ibrox Stadium     | Rangers             | 1:1       | Inter de Milán      |
| 6    | 6 de diciembre   | Tehelné Pole      | Artmedia Bratislava | 0:0       | Porto               |

## Segunda fase
Los dieciséis equipos clasificados disputaron una serie de eliminatorias a ida y vuelta, hasta decidir los dos equipos clasificados para la final de París. En la tabla se muestran todos los cruces de la segunda fase. El primer equipo de cada eliminatoria jugó como local el partido de ida, y el segundo jugó en su campo la vuelta. En los resultados se indica el marcador en la ida, seguido del de la vuelta.

La eliminatoria de octavos de final enfrentó a cada ganador de grupo con un segundo clasificado de un grupo distinto al suyo, con la ventaja de jugar el partido de vuelta como local, y con la restricción de no poder cruzarse dos conjuntos del mismo país. Se sorteó el 16 de diciembre del 2005 en Nyon. El resto de eliminatorias se sortearon sin restricción alguna el 10 de marzo del 2006 en Nyon.
|  | Octavos de final                                                 | Octavos de final                                                 | Octavos de final                                                 | Octavos de final                                                 | Octavos de final                                                 |   |    | Cuartos de final                                               | Cuartos de final                                               | Cuartos de final                                               | Cuartos de final                                               | Cuartos de final                                               |  |    | Semifinales                                                      | Semifinales                                                      | Semifinales                                                      | Semifinales                                                      | Semifinales                                                      |  |    | Final                                           | Final                                           | Final                                           |  |
|  | 21 y 22 de febrero de 2006 (ida) 7 y 8 de marzo de 2006 (vuelta) | 21 y 22 de febrero de 2006 (ida) 7 y 8 de marzo de 2006 (vuelta) | 21 y 22 de febrero de 2006 (ida) 7 y 8 de marzo de 2006 (vuelta) | 21 y 22 de febrero de 2006 (ida) 7 y 8 de marzo de 2006 (vuelta) | 21 y 22 de febrero de 2006 (ida) 7 y 8 de marzo de 2006 (vuelta) |   |    | 28 y 29 de marzo de 2006 (ida) 4 y 5 de abril de 2006 (vuelta) | 28 y 29 de marzo de 2006 (ida) 4 y 5 de abril de 2006 (vuelta) | 28 y 29 de marzo de 2006 (ida) 4 y 5 de abril de 2006 (vuelta) | 28 y 29 de marzo de 2006 (ida) 4 y 5 de abril de 2006 (vuelta) | 28 y 29 de marzo de 2006 (ida) 4 y 5 de abril de 2006 (vuelta) |  |    | 18 y 19 de abril de 2006 (ida) 25 y 26 de abril de 2006 (vuelta) | 18 y 19 de abril de 2006 (ida) 25 y 26 de abril de 2006 (vuelta) | 18 y 19 de abril de 2006 (ida) 25 y 26 de abril de 2006 (vuelta) | 18 y 19 de abril de 2006 (ida) 25 y 26 de abril de 2006 (vuelta) | 18 y 19 de abril de 2006 (ida) 25 y 26 de abril de 2006 (vuelta) |  |    | 17 de mayo de 2006 Stade de France, Saint-Denis | 17 de mayo de 2006 Stade de France, Saint-Denis | 17 de mayo de 2006 Stade de France, Saint-Denis |  |
|  |                                                                  |                                                                  |                                                                  |                                                                  |                                                                  |   |    |                                                                |                                                                |                                                                |                                                                |                                                                |  |    |                                                                  |                                                                  |                                                                  |                                                                  |                                                                  |  |    |                                                 |                                                 |                                                 |  |
|  |                                                                  |                                                                  |                                                                  |                                                                  |                                                                  |   |    |                                                                |                                                                |                                                                |                                                                |                                                                |  |    |                                                                  |                                                                  |                                                                  |                                                                  |                                                                  |  |    |                                                 |                                                 |                                                 |  |
|  | 2E                                                               | PSV Eindhoven                                                    | 0                                                                | 0                                                                | 0                                                                |   |    |                                                                |                                                                |                                                                |                                                                |                                                                |  |    |                                                                  |                                                                  |                                                                  |                                                                  |                                                                  |  |    |                                                 |                                                 |                                                 |  |
|  | 2E                                                               | PSV Eindhoven                                                    | 0                                                                | 0                                                                | 0                                                                |   |    |                                                                |                                                                |                                                                |                                                                |                                                                |  |    |                                                                  |                                                                  |                                                                  |                                                                  |                                                                  |  |    |                                                 |                                                 |                                                 |  |
|  | 1F                                                               | Olympique de Lyon                                                | 1                                                                | 4                                                                | 5                                                                |   |    |                                                                |                                                                |                                                                |                                                                |                                                                |  |    |                                                                  |                                                                  |                                                                  |                                                                  |                                                                  |  |    |                                                 |                                                 |                                                 |  |
|  | 1F                                                               | Olympique de Lyon                                                | 1                                                                | 4                                                                | 5                                                                |   | 1F | Olympique de Lyon                                              | 0                                                              | 1                                                              | 1                                                              |                                                                |  |    |                                                                  |                                                                  |                                                                  |                                                                  |                                                                  |  |    |                                                 |                                                 |                                                 |  |
|  |                                                                  |                                                                  |                                                                  |                                                                  |                                                                  |   | 1F | Olympique de Lyon                                              | 0                                                              | 1                                                              | 1                                                              |                                                                |  |    |                                                                  |                                                                  |                                                                  |                                                                  |                                                                  |  |    |                                                 |                                                 |                                                 |  |
|  |                                                                  |                                                                  | 1E                                                               | Milan                                                            | 0                                                                | 3 | 3  |                                                                |                                                                |                                                                |                                                                |                                                                |  |    |                                                                  |                                                                  |                                                                  |                                                                  |                                                                  |  |    |                                                 |                                                 |                                                 |  |
|  | 2A                                                               | Bayern Múnich                                                    | 1E                                                               | Milan                                                            | 0                                                                | 3 | 3  | 1                                                              | 1                                                              | 2                                                              |                                                                |                                                                |  |    |                                                                  |                                                                  |                                                                  |                                                                  |                                                                  |  |    |                                                 |                                                 |                                                 |  |
|  | 2A                                                               | Bayern Múnich                                                    |                                                                  |                                                                  |                                                                  |   |    |                                                                |                                                                | 2                                                              |                                                                |                                                                |  |    |                                                                  |                                                                  |                                                                  |                                                                  |                                                                  |  |    |                                                 |                                                 |                                                 |  |
|  | 1E                                                               | Milan                                                            | 1                                                                | 4                                                                | 5                                                                |   |    |                                                                |                                                                |                                                                |                                                                |                                                                |  |    |                                                                  |                                                                  |                                                                  |                                                                  |                                                                  |  |    |                                                 |                                                 |                                                 |  |
|  | 1E                                                               | Milan                                                            | 1                                                                | 4                                                                | 5                                                                |   |    |                                                                |                                                                |                                                                |                                                                |                                                                |  | 1E | Milan                                                            | 0                                                                | 0                                                                | 0                                                                |                                                                  |  |    |                                                 |                                                 |                                                 |  |
|  |                                                                  |                                                                  |                                                                  |                                                                  |                                                                  |   |    |                                                                |                                                                |                                                                |                                                                |                                                                |  | 1E | Milan                                                            | 0                                                                | 0                                                                | 0                                                                |                                                                  |  |    |                                                 |                                                 |                                                 |  |
|  |                                                                  |                                                                  | 1C                                                               | Barcelona                                                        | 1                                                                | 0 | 1  |                                                                |                                                                |                                                                |                                                                |                                                                |  |    |                                                                  |                                                                  |                                                                  |                                                                  |                                                                  |  |    |                                                 |                                                 |                                                 |  |
|  | 2D                                                               | Benfica                                                          | 1C                                                               | Barcelona                                                        | 1                                                                | 0 | 1  | 1                                                              | 2                                                              | 3                                                              |                                                                |                                                                |  |    |                                                                  |                                                                  |                                                                  |                                                                  |                                                                  |  |    |                                                 |                                                 |                                                 |  |
|  | 2D                                                               | Benfica                                                          |                                                                  |                                                                  |                                                                  |   |    |                                                                |                                                                | 3                                                              |                                                                |                                                                |  |    |                                                                  |                                                                  |                                                                  |                                                                  |                                                                  |  |    |                                                 |                                                 |                                                 |  |
|  | 1G                                                               | Liverpool                                                        | 0                                                                | 0                                                                | 0                                                                |   |    |                                                                |                                                                |                                                                |                                                                |                                                                |  |    |                                                                  |                                                                  |                                                                  |                                                                  |                                                                  |  |    |                                                 |                                                 |                                                 |  |
|  | 1G                                                               | Liverpool                                                        | 0                                                                | 0                                                                | 0                                                                |   | 2D | Benfica                                                        | 0                                                              | 0                                                              | 0                                                              |                                                                |  |    |                                                                  |                                                                  |                                                                  |                                                                  |                                                                  |  |    |                                                 |                                                 |                                                 |  |
|  |                                                                  |                                                                  |                                                                  |                                                                  |                                                                  |   | 2D | Benfica                                                        | 0                                                              | 0                                                              | 0                                                              |                                                                |  |    |                                                                  |                                                                  |                                                                  |                                                                  |                                                                  |  |    |                                                 |                                                 |                                                 |  |
|  |                                                                  |                                                                  | 1C                                                               | Barcelona                                                        | 0                                                                | 2 | 2  |                                                                |                                                                |                                                                |                                                                |                                                                |  |    |                                                                  |                                                                  |                                                                  |                                                                  |                                                                  |  |    |                                                 |                                                 |                                                 |  |
|  | 2G                                                               | Chelsea                                                          | 1C                                                               | Barcelona                                                        | 0                                                                | 2 | 2  | 1                                                              | 1                                                              | 2                                                              |                                                                |                                                                |  |    |                                                                  |                                                                  |                                                                  |                                                                  |                                                                  |  |    |                                                 |                                                 |                                                 |  |
|  | 2G                                                               | Chelsea                                                          |                                                                  |                                                                  |                                                                  |   |    |                                                                |                                                                | 2                                                              |                                                                |                                                                |  |    |                                                                  |                                                                  |                                                                  |                                                                  |                                                                  |  |    |                                                 |                                                 |                                                 |  |
|  | 1C                                                               | Barcelona                                                        | 2                                                                | 1                                                                | 3                                                                |   |    |                                                                |                                                                |                                                                |                                                                |                                                                |  |    |                                                                  |                                                                  |                                                                  |                                                                  |                                                                  |  |    |                                                 |                                                 |                                                 |  |
|  | 1C                                                               | Barcelona                                                        | 2                                                                | 1                                                                | 3                                                                |   |    |                                                                |                                                                |                                                                |                                                                |                                                                |  |    |                                                                  |                                                                  |                                                                  |                                                                  |                                                                  |  | 1C | Barcelona                                       | 2                                               |                                                 |  |
|  |                                                                  |                                                                  |                                                                  |                                                                  |                                                                  |   |    |                                                                |                                                                |                                                                |                                                                |                                                                |  |    |                                                                  |                                                                  |                                                                  |                                                                  |                                                                  |  | 1C | Barcelona                                       | 2                                               |                                                 |  |
|  |                                                                  |                                                                  | 1B                                                               | Arsenal                                                          | 1                                                                |   |    |                                                                |                                                                |                                                                |                                                                |                                                                |  |    |                                                                  |                                                                  |                                                                  |                                                                  |                                                                  |  |    |                                                 |                                                 |                                                 |  |
|  | 2F                                                               | Real Madrid                                                      | 1B                                                               | Arsenal                                                          | 1                                                                | 0 | 0  | 0                                                              |                                                                |                                                                |                                                                |                                                                |  |    |                                                                  |                                                                  |                                                                  |                                                                  |                                                                  |  |    |                                                 |                                                 |                                                 |  |
|  | 2F                                                               | Real Madrid                                                      |                                                                  |                                                                  |                                                                  |   |    |                                                                |                                                                |                                                                |                                                                |                                                                |  |    |                                                                  |                                                                  |                                                                  |                                                                  |                                                                  |  |    |                                                 |                                                 |                                                 |  |
|  | 1B                                                               | Arsenal                                                          | 1                                                                | 0                                                                | 1                                                                |   |    |                                                                |                                                                |                                                                |                                                                |                                                                |  |    |                                                                  |                                                                  |                                                                  |                                                                  |                                                                  |  |    |                                                 |                                                 |                                                 |  |
|  | 1B                                                               | Arsenal                                                          | 1                                                                | 0                                                                | 1                                                                |   | 1B | Arsenal                                                        | 2                                                              | 0                                                              | 2                                                              |                                                                |  |    |                                                                  |                                                                  |                                                                  |                                                                  |                                                                  |  |    |                                                 |                                                 |                                                 |  |
|  |                                                                  |                                                                  |                                                                  |                                                                  |                                                                  |   | 1B | Arsenal                                                        | 2                                                              | 0                                                              | 2                                                              |                                                                |  |    |                                                                  |                                                                  |                                                                  |                                                                  |                                                                  |  |    |                                                 |                                                 |                                                 |  |
|  |                                                                  |                                                                  | 1A                                                               | Juventus                                                         | 0                                                                | 0 | 0  |                                                                |                                                                |                                                                |                                                                |                                                                |  |    |                                                                  |                                                                  |                                                                  |                                                                  |                                                                  |  |    |                                                 |                                                 |                                                 |  |
|  | 2C                                                               | Werder Bremen                                                    | 1A                                                               | Juventus                                                         | 0                                                                | 0 | 0  | 3                                                              | 1                                                              | 4                                                              |                                                                |                                                                |  |    |                                                                  |                                                                  |                                                                  |                                                                  |                                                                  |  |    |                                                 |                                                 |                                                 |  |
|  | 2C                                                               | Werder Bremen                                                    |                                                                  |                                                                  |                                                                  |   |    |                                                                |                                                                | 4                                                              |                                                                |                                                                |  |    |                                                                  |                                                                  |                                                                  |                                                                  |                                                                  |  |    |                                                 |                                                 |                                                 |  |
|  | 1A                                                               | Juventus (v.)                                                    | 2                                                                | 2                                                                | 4                                                                |   |    |                                                                |                                                                |                                                                |                                                                |                                                                |  |    |                                                                  |                                                                  |                                                                  |                                                                  |                                                                  |  |    |                                                 |                                                 |                                                 |  |
|  | 1A                                                               | Juventus (v.)                                                    | 2                                                                | 2                                                                | 4                                                                |   |    |                                                                |                                                                |                                                                |                                                                |                                                                |  | 1B | Arsenal                                                          | 1                                                                | 0                                                                | 1                                                                |                                                                  |  |    |                                                 |                                                 |                                                 |  |
|  |                                                                  |                                                                  |                                                                  |                                                                  |                                                                  |   |    |                                                                |                                                                |                                                                |                                                                |                                                                |  | 1B | Arsenal                                                          | 1                                                                | 0                                                                | 1                                                                |                                                                  |  |    |                                                 |                                                 |                                                 |  |
|  |                                                                  |                                                                  | 1D                                                               | Villarreal                                                       | 0                                                                | 0 | 0  |                                                                |                                                                |                                                                |                                                                |                                                                |  |    |                                                                  |                                                                  |                                                                  |                                                                  |                                                                  |  |    |                                                 |                                                 |                                                 |  |
|  | 2B                                                               | Ajax Ámsterdam                                                   | 1D                                                               | Villarreal                                                       | 0                                                                | 0 | 0  | 2                                                              | 0                                                              | 2                                                              |                                                                |                                                                |  |    |                                                                  |                                                                  |                                                                  |                                                                  |                                                                  |  |    |                                                 |                                                 |                                                 |  |
|  | 2B                                                               | Ajax Ámsterdam                                                   |                                                                  |                                                                  |                                                                  |   |    |                                                                |                                                                | 2                                                              |                                                                |                                                                |  |    |                                                                  |                                                                  |                                                                  |                                                                  |                                                                  |  |    |                                                 |                                                 |                                                 |  |
|  | 1H                                                               | Inter de Milán                                                   | 2                                                                | 1                                                                | 3                                                                |   |    |                                                                |                                                                |                                                                |                                                                |                                                                |  |    |                                                                  |                                                                  |                                                                  |                                                                  |                                                                  |  |    |                                                 |                                                 |                                                 |  |
|  | 1H                                                               | Inter de Milán                                                   | 2                                                                | 1                                                                | 3                                                                |   | 1H | Inter de Milán                                                 | 2                                                              | 0                                                              | 2                                                              |                                                                |  |    |                                                                  |                                                                  |                                                                  |                                                                  |                                                                  |  |    |                                                 |                                                 |                                                 |  |
|  |                                                                  |                                                                  |                                                                  |                                                                  |                                                                  |   | 1H | Inter de Milán                                                 | 2                                                              | 0                                                              | 2                                                              |                                                                |  |    |                                                                  |                                                                  |                                                                  |                                                                  |                                                                  |  |    |                                                 |                                                 |                                                 |  |
|  |                                                                  |                                                                  | 1D                                                               | Villarreal (v.)                                                  | 1                                                                | 1 | 2  |                                                                |                                                                |                                                                |                                                                |                                                                |  |    |                                                                  |                                                                  |                                                                  |                                                                  |                                                                  |  |    |                                                 |                                                 |                                                 |  |
|  | 2H                                                               | Rangers                                                          | 1D                                                               | Villarreal (v.)                                                  | 1                                                                | 1 | 2  | 2                                                              | 1                                                              | 3                                                              |                                                                |                                                                |  |    |                                                                  |                                                                  |                                                                  |                                                                  |                                                                  |  |    |                                                 |                                                 |                                                 |  |
|  | 2H                                                               | Rangers                                                          |                                                                  |                                                                  |                                                                  |   |    |                                                                |                                                                | 3                                                              |                                                                |                                                                |  |    |                                                                  |                                                                  |                                                                  |                                                                  |                                                                  |  |    |                                                 |                                                 |                                                 |  |
|  | 1D                                                               | Villarreal (v.)                                                  | 2                                                                | 1                                                                | 3                                                                |   |    |                                                                |                                                                |                                                                |                                                                |                                                                |  |    |                                                                  |                                                                  |                                                                  |                                                                  |                                                                  |  |    |                                                 |                                                 |                                                 |  |
|  | 1D                                                               | Villarreal (v.)                                                  | 2                                                                | 1                                                                | 3                                                                |   |    |                                                                |                                                                |                                                                |                                                                |                                                                |  |    |                                                                  |                                                                  |                                                                  |                                                                  |                                                                  |  |    |                                                 |                                                 |                                                 |  |
|  |                                                                  |                                                                  |                                                                  |                                                                  |                                                                  |   |    |                                                                |                                                                |                                                                |                                                                |                                                                |  |    |                                                                  |                                                                  |                                                                  |                                                                  |                                                                  |  |    |                                                 |                                                 |                                                 |  |

### Octavos de final
La gran sorpresa fue la eliminación del vigente campeón, el Liverpool, a manos del Benfica, que ganó los dos partidos. El Real Madrid fue eliminado por segundo año consecutivo en octavos, merced al gol de Thierry Henry en el Estadio Santiago Bernabéu logrado en una jugada individual en la que superó a varios jugadores madridistas. En Londres, Jens Lehmann lo paró todo. Con todo el Real Madrid atacando para igualar la eliminatoria, incluso el portero Iker Casillas, Robert Pirès falló un tiro a puerta vacía desde el centro del campo; Roberto Carlos corrió más rápido que el balón para detenerlo en la línea de gol. Se repitió el cruce del año anterior entre Barcelona y Chelsea. En la ida en Londres, los culés remontaron un 1-0 inicial ganando 1-2. La polémica del partido fue la expulsión de Asier del Horno por dar una patada a Lionel Messi, dejando al Chelsea con diez. En el partido de vuelta, el jugador argentino se lesionó y no pudo jugar el resto de la temporada. En Múnich, un penalti dio el empate al Milan, que goleó al Bayern en Italia. La eliminatoria igualada entre Rangers y Villarreal se saldó del lado español; en el resto de cruces, se impusieron los favoritos.
Como curiosidad, los cuatro equipos de Gran Bretaña fueron emparejados con los cuatro de la península ibérica.

### Cuartos de final
El Barcelona falló múltiples ocasiones de gol en Lisboa, volviéndose con un 0-0, y en el Camp Nou, con 1-0, el ex culé Simão Sabrosa envió fuera un mano a mano contra Víctor Valdés, que de entrar habría supuesto la eliminación azulgrana por la regla de gol visitante. Samuel Eto'o sentenció. El Arsenal ganó a la Juventus en Londres con una exhibición de un Cesc Fàbregas que entonces apenas tenía 18 años, anotando un gol y dando una asistencia a Thierry Henry. La vuelta acabó sin goles. Diego Forlán anotó un gol clave para el Villarreal en el primer minuto en San Siro ante el Inter, que sirvió para clasificar al club español por la regla del gol visitante. El Milan avanzó eliminando al dominador de la liga francesa, el Lyon.

### Semifinales
Ludovic Giuly, a pase de Ronaldinho, dio la victoria al Barcelona ante el Milan en San Siro. En la vuelta, un gol de Andriy Shevchenko, que habría supuesto la prórroga, fue anulado por falta del ucraniano a Carles Puyol en el salto, una decisión arbitral que fue muy protestada por los milanistas. Kolo Touré anotó el 1-0 del Arsenal al Villarreal a pase de Henry, introduciendo el balón con la punta de la bota. El delantero francés también vio cómo le anulaban otro gol. En la vuelta, Jens Lehmann fue decisivo al parar un penalti a Juan Román Riquelme, que de ser anotado habría supuesto ir a la prórroga.

## Final
Los dos equipos llegaban invictos a la final. El Arsenal solo había recibido dos goles en toda la competición y ninguno en las eliminatorias. Por su parte, todos los goles recibidos por el Barcelona habían sido en jugadas de balón parado (faltas, córneres o penaltis).
Dos equipos de juego ofensivo y atractivo se disputaban el trofeo. Arsène Wenger sacó su once de gala, exceptuando a José Antonio Reyes, quien ya había pedido salir del equipo para volver a España, e incluyendo en su lugar a Hleb; en cambio, sí fue alineado Sol Campbell, uno de los centrales titulares del equipo que se había pasado casi toda la temporada de baja por depresión. Robert Pirès iba a jugar su último partido con el Arsenal, pues terminaba contrato tras una exitosa trayectoria y ya había decidido marcharse al Villarreal. Lo mismo iba a ocurrir con Dennis Bergkamp, quien tras once años en el Arsenal había anunciado que se iba a retirar del fútbol, pero Wenger no contó con él para la final. Rijkaard salió con una alineación más defensiva que de costumbre, con el fin de neutralizar a los veloces atacantes del Arsenal, especialmente a Thierry Henry, quien tuvo la primera ocasión del partido a los cuatro minutos, un tiro que fue parado por Víctor Valdés.
En el minuto 18 llegó el gol anulado al Barça y la expulsión de Lehmann por cazar a Eto'o fuera del área cuando se iba solo a la portería, dejando sin validez el tanto de Giuly a puerta vacía. Pirès fue relevado por el meta suplente, Almunia; esto supuso el fin de la carrera del centrocampista francés en el Arsenal. Ronaldinho envió el lanzamiento de la falta a centímetros del palo. A la media hora, Eboué sólo fue amonestado por dar un plantillazo a Gio, una acción que se suele castigar con la expulsión y que habría supuesto dejar al Arsenal con nueve. Poco después, el costamarfileño hizo un caño a Puyol, quien le detuvo con una falta. Henry la envió al área y Campbell anotó de cabeza, adelantando al Arsenal.
Oleguer había fallado en el marcaje al defensa inglés autor del gol, fue uno de los errores que le llevó a ser sustituido por Belletti; ver la amarilla por derribar a Ljungberg fue la gota que colmó el vaso. Fue uno de los cambios de Rijkaard para hacer al equipo más ofensivo y buscar el empate, quitando a Edmilson y Van Bommel, los cuales también habían hecho actuaciones mediocres, e introduciendo a Iniesta y Larsson. A la vuelta del descanso, Henry y Van Bommel chocaron pero fue el francés quien vio la amarilla. El jugador del Arsenal protestó por lo poco que se castigaba el juego duro del Barcelona en defensa. Wenger también movió el banquillo quitando a Fàbregas por Flamini, de corte defensivo, para amarrar el 1-0.
Pero Henrik Larsson fue quien decidió la remontada. Suyos fueron los dos pases de gol; el primero a Eto'o, que anotó por el primer palo, aunque Wenger protestó por un posible fuera de juego del camerunés, y el segundo, cinco minutos después, a Juliano Belletti, quien metió su único gol con la camiseta azulgrana, pasando el balón bajo las piernas de Almunia.
| 1          | POR        | Víctor Valdés            |     |
| 23         | DEF        | Oleguer Presas           | 71' |
| 5          | DEF        | Carles Puyol             |     |
| 4          | DEF        | Rafael Márquez           |     |
| 12         | DEF        | Giovanni van Bronckhorst |     |
| 15         | MED        | Edmílson                 | 46' |
| 17         | MED        | Mark van Bommel          | 61' |
| 20         | MED        | Deco                     |     |
| 8          | DEL        | Ludovic Giuly            |     |
| 10         | DEL        | Ronaldinho               |     |
| 9          | DEL        | Samuel Eto’o             |     |
| Entrenador | Entrenador | Frank Rijkaard           |     |

| 1          | POR        | Jens Lehmann      |     |
| 27         | DEF        | Emmanuel Eboué    |     |
| 28         | DEF        | Kolo Touré        |     |
| 23         | DEF        | Sol Campbell      |     |
| 3          | DEF        | Ashley Cole       |     |
| 7          | MED        | Robert Pirès      | 18' |
| 19         | MED        | Gilberto Silva    |     |
| 15         | MED        | Cesc Fàbregas     | 74' |
| 13         | MED        | Aliaksandr Hleb   | 85' |
| 8          | DEL        | Fredrik Ljungberg |     |
| 14         | DEL        | Thierry Henry     |     |
| Entrenador | Entrenador | Arsène Wenger     |     |

| 24 | MED | Andrés Iniesta   | 46' |
| 7  | DEL | Henrik Larsson   | 61' |
| 2  | DEF | Juliano Belletti | 71' |

| 24 | POR | Manuel Almunia     | 18' |
| 16 | MED | Mathieu Flamini    | 74' |
| 9  | DEL | José Antonio Reyes | 85' |

| Anotado | 76' | Samuel Eto'o     | 1–1 |
| Anotado | 80' | Juliano Belletti | 2–1 |

| Anotado | 37' | Sol Campbell | 0–1 |

| Amonestado | 69'   | Oleguer Presas |
| Amonestado | 90+3' | Henrik Larsson |

| Amonestado | 29' | Emmanuel Eboué |
| Amonestado | 51' | Thierry Henry  |

|  |

| Expulsado | 18' | Jens Lehmann |

| Árbitro             | Terje Hauge        |
| Árbitros asistentes | Arild Sundet       |
| Árbitros asistentes | Steinar Holvik     |
| Cuarto árbitro      | Tom Henning Øvrebø |

| 1          | POR        | Víctor Valdés            |     |
| 23         | DEF        | Oleguer Presas           | 71' |
| 5          | DEF        | Carles Puyol             |     |
| 4          | DEF        | Rafael Márquez           |     |
| 12         | DEF        | Giovanni van Bronckhorst |     |
| 15         | MED        | Edmílson                 | 46' |
| 17         | MED        | Mark van Bommel          | 61' |
| 20         | MED        | Deco                     |     |
| 8          | DEL        | Ludovic Giuly            |     |
| 10         | DEL        | Ronaldinho               |     |
| 9          | DEL        | Samuel Eto’o             |     |
| Entrenador | Entrenador | Frank Rijkaard           |     |

| 1          | POR        | Jens Lehmann      |     |
| 27         | DEF        | Emmanuel Eboué    |     |
| 28         | DEF        | Kolo Touré        |     |
| 23         | DEF        | Sol Campbell      |     |
| 3          | DEF        | Ashley Cole       |     |
| 7          | MED        | Robert Pirès      | 18' |
| 19         | MED        | Gilberto Silva    |     |
| 15         | MED        | Cesc Fàbregas     | 74' |
| 13         | MED        | Aliaksandr Hleb   | 85' |
| 8          | DEL        | Fredrik Ljungberg |     |
| 14         | DEL        | Thierry Henry     |     |
| Entrenador | Entrenador | Arsène Wenger     |     |

| 24 | MED | Andrés Iniesta   | 46' |
| 7  | DEL | Henrik Larsson   | 61' |
| 2  | DEF | Juliano Belletti | 71' |

| 24 | POR | Manuel Almunia     | 18' |
| 16 | MED | Mathieu Flamini    | 74' |
| 9  | DEL | José Antonio Reyes | 85' |

| Anotado | 76' | Samuel Eto'o     | 1–1 |
| Anotado | 80' | Juliano Belletti | 2–1 |

| Anotado | 37' | Sol Campbell | 0–1 |

| Amonestado | 69'   | Oleguer Presas |
| Amonestado | 90+3' | Henrik Larsson |

| Amonestado | 29' | Emmanuel Eboué |
| Amonestado | 51' | Thierry Henry  |

|  |

| Expulsado | 18' | Jens Lehmann |

| Árbitro             | Terje Hauge        |
| Árbitros asistentes | Arild Sundet       |
| Árbitros asistentes | Steinar Holvik     |
| Cuarto árbitro      | Tom Henning Øvrebø |

|                                    |
| Bandera de España                  |
| Campeón F. C. Barcelona 2.º título |

## Rendimiento general
| Pos. | Equipo              | Pts. | PJ | G | E | P | GF | GC | Dif. | Rend.  |
| ---- | ------------------- | ---- | -- | - | - | - | -- | -- | ---- | ------ |
| 1    | Barcelona           | 31   | 13 | 9 | 4 | 0 | 24 | 5  | +19  | 79.49% |
| 2    | Arsenal             | 28   | 13 | 8 | 4 | 1 | 15 | 4  | +11  | 71.79% |
|      |                     |      |    |   |   |   |    |    |      |        |
| 3    | Milan               | 20   | 12 | 5 | 5 | 2 | 20 | 10 | +10  | 55.56% |
| 4    | Villarreal          | 16   | 12 | 3 | 7 | 2 | 8  | 7  | +1   | 44.44% |
|      |                     |      |    |   |   |   |    |    |      |        |
| 5    | Olympique de Lyon   | 23   | 10 | 7 | 2 | 1 | 19 | 7  | +12  | 76.67% |
| 6    | Inter de Milán      | 20   | 10 | 6 | 2 | 2 | 14 | 8  | +6   | 66.67% |
| 7    | Juventus            | 19   | 10 | 6 | 1 | 3 | 16 | 11 | +5   | 63.33% |
| 8    | Benfica             | 15   | 10 | 4 | 3 | 3 | 8  | 7  | +1   | 50%    |
|      |                     |      |    |   |   |   |    |    |      |        |
| 9    | Bayern Múnich       | 14   | 8  | 4 | 2 | 2 | 12 | 9  | +3   | 58.33% |
| 10   | Chelsea             | 12   | 8  | 3 | 3 | 2 | 9  | 4  | +5   | 50%    |
| 11   | Ajax                | 12   | 8  | 3 | 3 | 2 | 12 | 9  | +3   | 50%    |
| 12   | Liverpool           | 12   | 8  | 3 | 3 | 2 | 6  | 4  | +2   | 50%    |
| 13   | Real Madrid         | 11   | 8  | 3 | 2 | 3 | 10 | 9  | +1   | 45.83% |
| 14   | Werder Bremen       | 10   | 8  | 3 | 1 | 4 | 16 | 16 | 0    | 41.67% |
| 15   | PSV Eindhoven       | 10   | 8  | 3 | 1 | 4 | 7  | 14 | −7   | 41.67% |
| 16   | Rangers             | 9    | 8  | 1 | 6 | 1 | 10 | 10 | 0    | 37.5%  |
|      |                     |      |    |   |   |   |    |    |      |        |
| 17   | Schalke 04          | 8    | 6  | 2 | 2 | 2 | 12 | 9  | +3   | 44.44% |
| 18   | Brujas              | 7    | 6  | 2 | 1 | 3 | 6  | 7  | −1   | 38.89% |
| 19   | Udinese             | 7    | 6  | 2 | 1 | 3 | 10 | 12 | −2   | 38.89% |
| 20   | Real Betis          | 7    | 6  | 2 | 1 | 3 | 3  | 7  | −4   | 38.89% |
| 21   | Manchester United   | 6    | 6  | 1 | 3 | 2 | 3  | 4  | −1   | 33.33% |
| 22   | Lille               | 6    | 6  | 1 | 3 | 2 | 1  | 2  | −1   | 33.33% |
| 23   | Artmedia Bratislava | 6    | 6  | 1 | 3 | 2 | 5  | 9  | −4   | 33.33% |
| 24   | Porto               | 5    | 6  | 1 | 2 | 3 | 8  | 9  | −1   | 27.78% |
| 25   | Rosenborg           | 4    | 6  | 1 | 1 | 4 | 6  | 11 | −5   | 22.22% |
| 26   | Thun                | 4    | 6  | 1 | 1 | 4 | 4  | 9  | −5   | 22.22% |
| 27   | Olympiacos          | 4    | 6  | 1 | 1 | 4 | 7  | 13 | −6   | 22.22% |
| 28   | Fenerbahçe          | 4    | 6  | 1 | 1 | 4 | 7  | 14 | −7   | 22.22% |
| 29   | Panathinaikos       | 4    | 6  | 1 | 1 | 4 | 4  | 16 | −12  | 22.22% |
| 30   | Anderlecht          | 3    | 6  | 1 | 0 | 5 | 1  | 8  | −7   | 16.67% |
| 31   | Sparta Praga        | 2    | 6  | 0 | 2 | 4 | 2  | 9  | −7   | 11.11% |
| 32   | Rapid Viena         | 0    | 6  | 0 | 0 | 6 | 3  | 15 | −12  | 0%     |

## Máximos goleadores
| Jugador              | Equipo            | Goles |
| -------------------- | ----------------- | ----- |
| Andriy Shevchenko    | Milan             | 9     |
| Ronaldinho           | Barcelona         | 7     |
| Samuel Eto'o         | Barcelona         | 6     |
| David Trezeguet      | Juventus          | 6     |
| Adriano              | Internazionale    | 5     |
| Thierry Henry        | Arsenal           | 5     |
| Kaká                 | Milan             | 5     |
| Johan Micoud         | Werder Bremen     | 5     |
| John Carew           | Olympique de Lyon | 4     |
| Julio Cruz           | Internazionale    | 4     |
| Vincenzo Iaquinta    | Udinese           | 4     |
| Filippo Inzaghi      | Milan             | 4     |
| Juninho Pernambucano | Olympique de Lyon | 4     |
| Peter Løvenkrands    | Rangers           | 4     |

La UEFA sólo considera los goles marcados a partir de la primera fase de grupos, y no los de las clasificatorias.